# Stenischia lewisi
Stenischia lewisi är en loppart som beskrevs av Smit 1975. Stenischia lewisi ingår i släktet Stenischia och familjen mullvadsloppor. Inga underarter finns listade i Catalogue of Life.